# Elizabeth, New Jersey

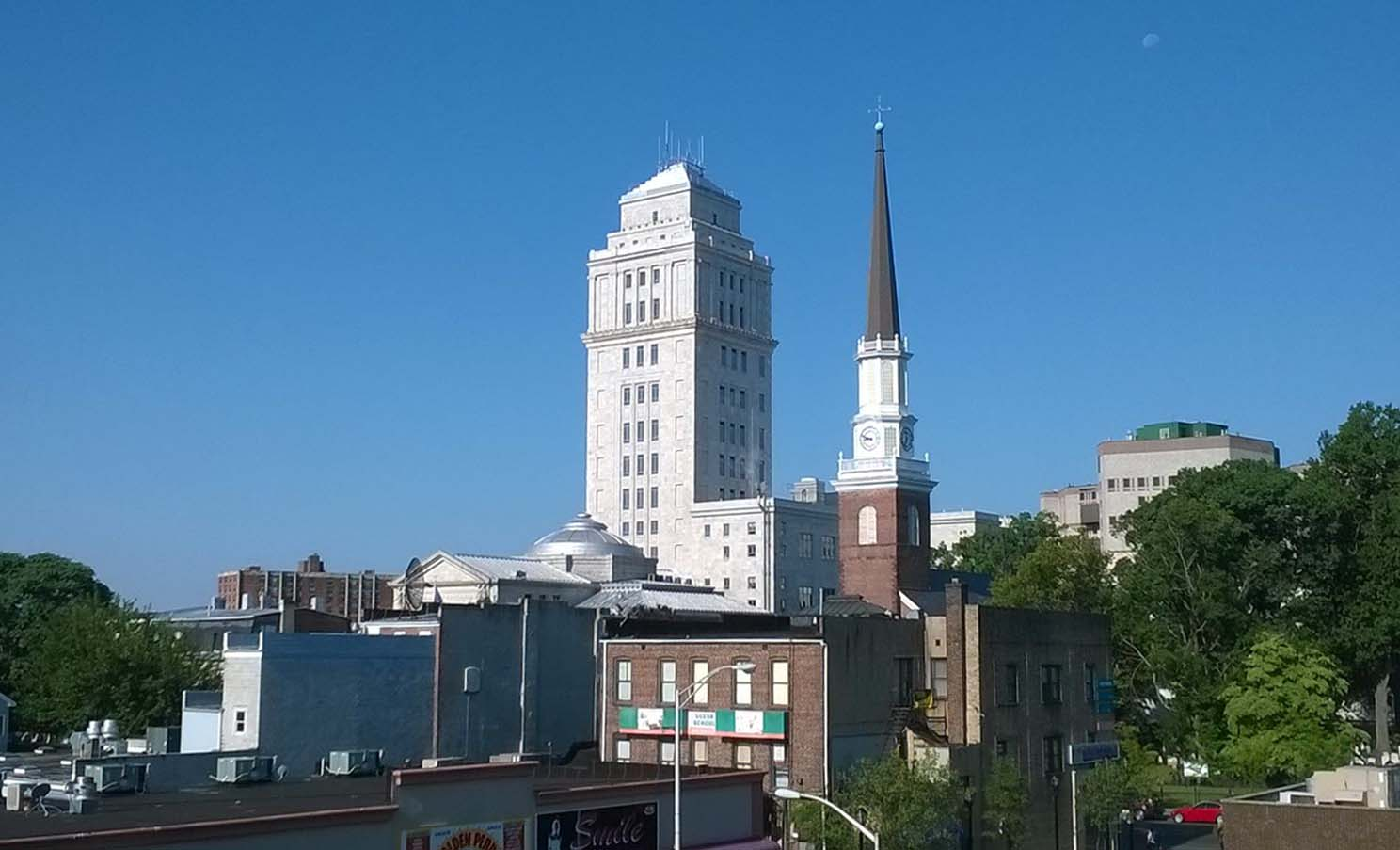
Elizabeth's Union County Courthouse picture

Elizabeth, New Jersey là một thành phố thuộc quận Union trong bang New Jersey, Hoa Kỳ. Thành phố có tổng diện tích km², trong đó diện tích đất là km². Theo điều tra dân số Hoa Kỳ năm 2010, thành phố có dân số 124.969 người, duy trì xếp hạng của nó là thành phố lớn thứ tư bang New Jersey với một mức tăng 4.401 cư dân hay thêm 3,7% so với mức dân số điều tra dân số 2000 của 120.568 người. Tuy nhiên, là chỗ quận Liên minh County.
Trong năm 2008, Elizabeth được bầu chọn là một trong những "một trong 50 thành phố xanh của Hoa Kỳ" theo bình chọn của tạp chí Popular Science, thành phố duy nhất ở New Jersey được lựa chọn.